# Paul Alarcon
Paul Alarcon Alanes, född 3 januari 1981, är en svensk hållbarhetsprofil och företagsledare. Han är uppvuxen i Örebro och bosatt i Stockholm.

## Utbildning
Paul Alarcon har en fil.mag. i medie- och kommunikationsvetenskap från Södertörns högskola där han också valdes till Årets alumn 2014. Under 2015 placerade han sig på Veckans Affärers lista över Sveriges supertalanger. Han har vid upprepade tillfället utsetts till en av Sveriges mäktigaste hållbarhetsprofiler.

## Karriär
Alarcon inledde sin karriär på Prime & United Minds där han slutade som partner och kreativ chef 2018.
Mellan 2015-2019 var Alarcon hållbarhetschef för Stockholms stad där han bland annat ledde den uppmärksammade Kommissionen för ett socialt hållbart Stockholm. Kommissionen kopplas bland annat samman med stadsutvecklingsprojektet Fokus Skärholmen som tilldelades Sveriges Arkitekters Planpris 2019. Fokus Skärholmen har rönt stort intresse i Sverige och internationellt för sin innovativa och storskaliga profilering kring social hållbarhet.
Tillsammans med Daniel Sachs startade Alarcon det partipolitiskt obundna demokratiprojektet Höj Rösten Politikerskola 2016. Utbildningen har skolat deltagare som Ahmed Abdirahman, Nina Rung och Dona Hariri. Höj Rösten Politikerskola utsågs 2019 till Årets samhällsaktör av Veckans Affärer och Gullers Grupp.
Alarcon är sedan 2019 styrelseordförande för Stiftelsen Höj Rösten och ledamot i styrelsen för Höj Röstens globala systerorganisation Apolitical Academy som leds av den tidigare sydafrikanska politikern Lindiwe Mazibuko.
Sedan 2019 är Alarcon generalsekreterare för Daniel Sachs Foundation som verkar för att vitalisera demokratin genom olika projekt.
2018 utsågs Alarcon av utbildningsminister Gustav Fridolin till ledamot i Svenska Unescorådet.